# Eurhynchium fuegianum
Eurhynchium fuegianum là một loài Rêu trong họ Brachytheciaceae. Loài này được Cardot mô tả khoa học đầu tiên năm 1905.